# Festival international de percussion de Bamako
Le Festival international de percussion de Bamako (Festip) se déroule chaque année à Bamako, capitale du Mali, depuis 2004. Il réunit des troupes venant de différents pays africains : La Guinée, la Côte d'Ivoire, le Burkina Faso, la République du Congo et le Mali depuis la première édition, le Sénégal, le Niger, l' Anaïkistan et le Bénin à partir de 2006. 
Le Festip reçoit le soutien de l'Union européenne et de Sipal Jumbo Cube.